# Ramin Karimloo
Ramin Karimloo (in persiano رامین کریملو‎; Teheran, 19 settembre 1978) è un attore e cantante iraniano naturalizzato canadese, noto soprattutto come interprete di musical nel West End londinese e a Broadway.

## Biografia
Ramin Karimloo nasce in Iran, ma a causa della Rivoluzione la sua famiglia emigra prima in Italia e poi in Canada. Dopo essere vissuto in varie parti del Canada, Karimloo si trasferisce in Inghilterra nei primi anni 2000. Qui comincia a lavorare recitando nei teatri di prosa e facendo le sue prime apparizioni nel mondo del musical.
Nel 2001 si unisce al tour britannico dell'operetta The Pirates of Penzance, in cui è il primo sostituto per il ruolo principale del Re dei Pirati. Nel 2002 si unisce alla tournée inglese del musical Sunset Boulevard nel ruolo di Artie Green e primo sostituto di Joe Gillis, interpretato da Earl Carpenter.
Sempre nel 2002 esordisce nel West End londinese con il musical Les Miserables, in cui interpreta Feully ed è il primo sostituto dei ruoli principali di Marius ed Enjolras. Nel 2003 esordisce in The Phantom of the Opera, dove ha interpretato il ruolo di Raoul, visconte di Chagny. Durante lo stesso periodo prende parte ad allestimenti concertistici di Les Misérables (nel ruolo di Marius) e di Jesus Christ Superstar (nel ruolo di Simone lo Zelota). Nel 2005 interpreta il protagonista Chris nella tournée britannica di Miss Saigon.
Nel 2007 Karimloo torna all'His Majesty's Theatre per interpretare l'eponimo protagonista in The Phantom of the Opera in occasione del ventunesimo anniversario del musical sulle scene londinesi. Nel 2010 torna ad interpretare il Fantasma dell'Opera in occasione della prima mondiale all'Adelphi Theatre di Love Never Dies, sequel di The Phantom of the Opera; per la sua interpretazione ottiene una candidatura al Laurence Olivier Award al miglior attore in un musical. Sempre nel 2010 interpreta Enjolras nel concerto all'O2 Arena per il venticinquesimo anniversario di Les Misérables.
Nel 2011 interpreta il Fantasma dell'Opera in una speciale edizione di The Phantom of the Opera alla Royal Albert Hall per il venticinquesimo anniversario del musical; per l'occasione torna a interpretare la parte accanto alla Christine Daaé di Sierra Boggess, già sua collega in Love Never Dies. Tra l'autunno dello stesso anno e la primavera successiva torna nella produzione londinese di Les Misérables per interpretare il protagonista Jean Valjean. In questo ruolo esordisce anche a Broadway nel 2014, ricevendo una candidatura al Drama League Award  e al Tony Award al miglior attore protagonista in un musical.
Negli anni successivi, recita regolarmente in ruoli da protagonista in allestimenti semi-scenici di musical a Londra, New York e in Asia, tra cui Parade (Lincoln Center, 2015), The Secret Garden (Lincoln Center, 2016), Chess (Kennedy Center, 2018), The Phantom of the Opera (Seul, 2018), Evita (Tokyon, 2018), Jesus Christ Superstar (Tokuo, 2019), Sunset Boulevard (Royal Albert Hall, 2021) e Camelot (London Palladium, 2022). Nel 2017 intanto torna a Broadway con il musical Anastasia, in cui interpreta l'antagonista Gleb Vaganov. Nel 2022 interpreta Nick Arnstein nel musical Funny Girl a Broadway, prima accanto a Beanie Feldstein poi con Lea Michele.
Nel 2023 torna ad interpretare il Fantasma dell'Opera nel primo allestimento italiano di The Phantom of the Opera in scena al Politeama Rossetti di Trieste e al Teatro degli Arcimboldi di Milano, interpretando poi il ruolo anche al Grand Théâtre de Monte Carlo.

### Vita privata
Ramin Karimloo è molto amico del collega Hadley Fraser, e i due hanno una band folk rock, chiamata Sheytoons.
È sposato con Amanda Ramsden e la coppia ha avuto due figli.

## Teatro
- The Pirates of Penzance, libretto di W. S. Gilbert, colonna sonora di Arthur Sullivan. Tour britannico (2001)
- Sunset Boulevard, libretto di Christopher Hampton, colonna sonora di Andrew Lloyd Webber, testi di Don Black. Tour britannico (2002)
- Les Misérables, libretto di Herbert Kretzmer, colonna sonora di Claude-Michel Schönberg, testi di Alain Boublil. Palace Theatre di Londra (2002)
- The Phantom of the Opera, libretto di Richard Stilgoe, colonna sonora di Andrew Lloyd Webber, testi di Charles Hart. His Majesty's Theatre di Londra (2003)
- Les Misérables, libretto di Herbert Kretzmer, colonna sonora di Claude-Michel Schönberg, testi di Alain Boublil. Queen's Theatre di Londra (2004)
- Miss Saigon, colonna sonora e libretto di Claude-Michel Schönberg ed Alain Boublil. Tour britannico (2006)
- The Phantom of the Opera, libretto di Richard Stilgoe, colonna sonora di Andrew Lloyd Webber, testi di Charles Hart. His Majesty's Theatre di Londra (2006-2009)
- Love Never Dies, libretto di Ben Elton, Frederick Forsyth, Andrew Lloyd Webber, colonna sonora di Andrew Lloyd Webber, testi di Glenn Slater, regia di Jack O'Brien. Adelphi Theatre di Londra (2010)
- Les Misérables, libretto di Herbert Kretzmer, colonna sonora di Claude-Michel Schönberg, testi di Alain Boublil. Queen's Theatre di Londra (2011-2012)
- Les Misérables, libretto di Herbert Kretzmer, colonna sonora di Claude-Michel Schönberg, testi di Alain Boublil. Prince of Wales Theatre di Toronto (2013-2014)
- Les Misérables, libretto di Herbert Kretzmer, colonna sonora di Claude-Michel Schönberg, testi di Alain Boublil. Imperial Theatre di Broadway (2014-2015)
- Prince of Broadway, libretto di David Thompson, colonna sonora di autori vari. Umeda Arts Theater di Osaka, Tokyu Theatre Orb di Tokyo (2015)
- Evita, libretto di Tim Rice, colonna sonora di Andrew Lloyd Webber. Vancouver Opera House di Vancouver (2016)
- Murder Ballad, libretto di Julia Jordan, colonna sonora di Juliana Nash. Arts Theatre di Londra (2016)
- Anastasia, libretto di Terrence McNally, colonna sonora di Stephen Flaherty, testi di Lynn Ahrens. Broadhurst Theatre di Broadway (2017)
- Evita, libretto di Tim Rice, colonna sonora di Andrew Lloyd Webber. Tokyu Theatre Orb di Tokyo (2018)
- Funny Girl, libretto di Isobel Lennart, testi di Bob Merrill, colonna sonora di Jule Styne, regia di Michael Mayer. August Wilson Theatre di Broadway (2022)
- The Phantom of the Opera, libretto di Richard Stilgoe, colonna sonora di Andrew Lloyd Webber, testi di Charles Hart. Politeama Rossetti di Trieste, Teatro degli Arcimboldi di Milano, Grand Théâtre de Monte Carlo di Monte Carlo (2023)
- Songbird, colonna sonora di Jacques Offenbach, regia e adattamento di Eric Sean Fogel. Opera Nazionale di Washington di Washington (2024)
- A Face in the Crown, libretto di Sarah Ruhl, colonna sonora di Elvis Costello, regia di Kwame Kwei-Armah. Young Vic di Londra (2024)
- Pirates! The Penzance Musical, libretto di W.S. Gilbert e Rupert Holmes, colonna sonora di Arthur Sullivan, regia di Scott Ellis. Todd Haimes Theatre di Broadway (2025)

Allestimenti concertistici o semi-scenici
- Jesus Christ Superstar, libretto di Tim Rice, colonna sonora di Andrew Lloyd Webber. Fereham Hall di Fareham (2004)
- Les Misérables in Concert: The 25th Anniversary, libretto di Herbert Kretzmer, colonna sonora di Claude-Michel Schönberg, testi di Alain Boublil. O2 Arena di Londra (2010)
- The Phantom of the Opera at the Royal Albert Hall, libretto di Richard Stilgoe, colonna sonora di Andrew Lloyd Webber, testi di Charles Hart. Royal Albert Hall di Londra (2011)
- Parade, libretto di Alfred Uhry, colonna sonora di Jason Robert Brown. Lincoln Center di New York (2015)
- The Secret Garden, libretto di Marsha Norman, colonna sonora di Lucy Simon. Lincoln Center di New York (2016)
- Chess, libretto di Tim Rice, colonna sonora Benny Andersson e Björn Ulvaeus. Kennedy Center di Washington (2018)
- The Phantom of the Opera, libretto di Richard Stilgoe, colonna sonora di Andrew Lloyd Webber, testi di Charles Hart. Centro culturale Sejong di Seul (2018)
- Les Misérables, libretto di Herbert Kretzmer, colonna sonora di Claude-Michel Schönberg, testi di Alain Boublil. Beau Sejour di Guernsey (2018)
- Doctor Zhivago, libretto di Michael Weller, colonna sonora di Lucy Simon, testi di Michael Korie e Amy Powers. Cadogan Hall di Londra (2019)
- Chess, libretto di Tim Rice, colonna sonora Benny Andersson e Björn Ulvaeus. Umeda Arts Theater di Osaka e Tokyo International Forum di Tokyo (2020)
- Sunset Boulevard, libretto di Christopher Hampton, colonna sonora di Andrew Lloyd Webber, testi di Don Black. Alexandra Palace e Royal Albert Hall di Londra (2021)
- Rumi, libretto di Dana Al Fardan, colonna sonora di Nadim Naaman, regia di Bronagh Lagan. London Coliseum di Londra (2021)
- Jesus Christ Superstar, libretto di Tim Rice, colonna sonora di Andrew Lloyd Webber. Theatre Orb di Tokyo (2021)
- Camelot, colonna sonora di Frederick Loewe, libretto di Alan Jay Lerner, regia di Sean Kerrison. London Palladium di Londra (2022)
- The Pirates of Penzance, libretto di W. S. Gilbert, colonna sonora di Arthur Sullivan, regia di Scott Ellis. American Airlines Theatre di Broadway (2022)
- Chess, libretto di Tim Rice, colonna sonora Benny Andersson e Björn Ulvaeus, regia di Michael Mayer. Broadhurst Theatre di Broadway (2022)
- Doctor Zhivago, libretto di Michael Weller, colonna sonora di Lucy Simon, testi di Michael Korie e Amy Powers. London Palladium di Londra (2023)
- La famiglia Addams, libretto di Marshall Brickman e Rick Elice, colonna sonora di Andrew Lipa, regia di Matthew White. London Palladium di Londra (2024)
- Dirty Rotten Scoundrels, libretto di Jeffrey Lane, colonna sonora di David Yazbek, regia di Rupert Hands. London Palladium di Londra (2025)
- Nine, colonna sonora e testi di Maury Yeston, libretto di Arthur Kopit. The Lowry di Salford (2025)

## Filmografia parziale

### Cinema
- Il fantasma dell'Opera (The Phantom of the Opera), regia di Joel Schumacher (2004)
- The Phantom of the Opera at the Royal Albert Hall, regia di Nick Morris (2011)

### Televisione
- Life's Too Short - serie TV, 1 episodio (2011)
- Blue Bloods - serie TV, 1 episodio (2015)
- Holby City - serie TV, 68 episodi (2019-2021)

## Doppiatori italiani
Nelle versioni in italiano delle opere in cui ha recitato, Ramin Karimloo è stato doppiato da:
- Antonio Palumbo in Blue Bloods

## Riconoscimenti
- Laurence Olivier Award
  - 2010 – Candidatura Miglior attore in un musical per Love Never Dies
- Tony Award
  - 2015 – Candidatura Miglior attore protagonista in un musical per Les Misérables
- Drama League Award
  - 2015 – Candidatura Miglior performance per Les Misérables
- Theatre World Award
  - 2015 – Miglior esordiente per Les Misérables
- WhatsOnStage Award
  - 2011 – Miglior attore in un musical per Love Never Dies
  - 2013 – Miglior rimpiazzo in un musical per Les Misérables